# Unter dem Joch
Unter dem Joch (bulgarisch Под игото Pod igoto) ist der Titel eines Romans von Iwan Wasow. Er zählt zu den Klassikern der bulgarischen Literatur.

## Inhalt
Der Roman besteht aus drei Teilen: In der bulgarischen Kleinstadt Bjala Čerkva bereiten sich dessen Bewohner auf einen Aufstand gegen die osmanische Fremdherrschaft vor. Ivan Kraliča, ein Bulgare aus Vidin, der von den Türken nach Diyarbakir verbannt wurde, ist unter dem falschen Namen Bojčo Ognjanov aus seiner Haft zurück in seine Heimat geflohen und setzt sich an die Spitze des Aufstands. Ognjanov gelingt es, Verbündete in dem Dorf zu finden, allerdings ist es schwierig, die verschiedenen Charaktere zu einen und auf das gemeinsame Ziel einzuschwören. Zusammen nehmen sie am bulgarischen Aprilaufstand 1876 teil, der von den Türken blutig niedergeschlagen wird. In Folge wird Ognjanov von den Osmanen getötet.

## Hintergrund
Der Roman entstand 1888 im Exil in Odessa.
Der Roman wurde in viele Sprachen übersetzt (u. a. Englisch, Französisch und Deutsch) und zweimal verfilmt: 1952 als Spielfilm (mit Sylvie Vartan in einer Nebenrolle) und 1990 als TV-Serie.

## Deutsche Ausgaben
- Jwan Wasoff: Unter dem Joch. Übersetzung von Athanas Dimitroff. Herausgegeben von Fritz von Philipp (Bulgarischer Konsul) im Verlag Parlapanoff, Leipzig 1918
- Iwan Wasow: Unter dem Joch. Übersetzung von Toma Topolov. Aufbau Verlag, Berlin 1957
- Iwan Wasow: Unter dem Joch. Mit einer Einführung von Erich Arendt und einem Nachw. von Norbert Randow. Illustrationen von Kurt Zimmermann. Verlag Neues Leben, Berlin 1967, DNB 458502367 (Originaltitel: Под игото Pod igoto. – Der von Norbert Randow bearbeiteten Fassung liegt die Übersetzung aus dem Bulgarischen von Toma Topolov zugrunde.).